# 聖胡安溪
聖胡安溪（英語：San Juan Creek），又被稱為聖胡安河（英語：San Juan River），是一條位於美國加利福尼亞州橙縣的溪流。聖胡安溪長約47公里（29英里），流域面積約347平方公里（133.9平方英里）。聖胡安溪的幹流始於克利夫蘭國家森林內的聖安娜山脈南部，穿過聖胡安峽谷後溪流會往西南方流動，並在流經聖胡安 - 卡皮斯特拉諾後與阿羅約特拉布科匯合，最終流入位於多尼州立海灘的太平洋。此外，聖胡安峽谷是74號加利福尼亞州州道（奧爾特加高速公路）的其中一段主要路線。
在1770年代西班牙殖民之前，美國原住民部落阿賈凱姆人曾經居於聖胡安溪流域一帶。後來，西班牙傳教士在抵達當時的新西班牙加利福尼亞省後，成立了聖胡安·卡皮斯特拉諾傳教站，並把阿賈凱姆人更名為胡安尼奧人。最初，聖胡安溪流域內大部分土地均用作農業和牧場用途，直至1950年代發展商開始在流域內進行大規模的郊區住宅開發，土地用途才有所轉變。自此，人口膨脹使當地河溪的河漫灘逐漸被蠶食，而發生在20及21世紀的洪水亦在該流域造成嚴重財產損失。
聖胡安溪流域是16個主要原生植物族群和數百種動物的家園。但預計到2050年，流域內約48%的土地將會被城市化。此外，城市徑流改變了聖胡安溪的流態，並把污染物引至河流系統內。儘管聖胡安溪的幹流沒有大型的引水道及水壩，但聖胡安溪的部份支流（例如阿羅約特拉布科及奧索溪）則因城市發展的關係而被改造或渠道化。

## 流向

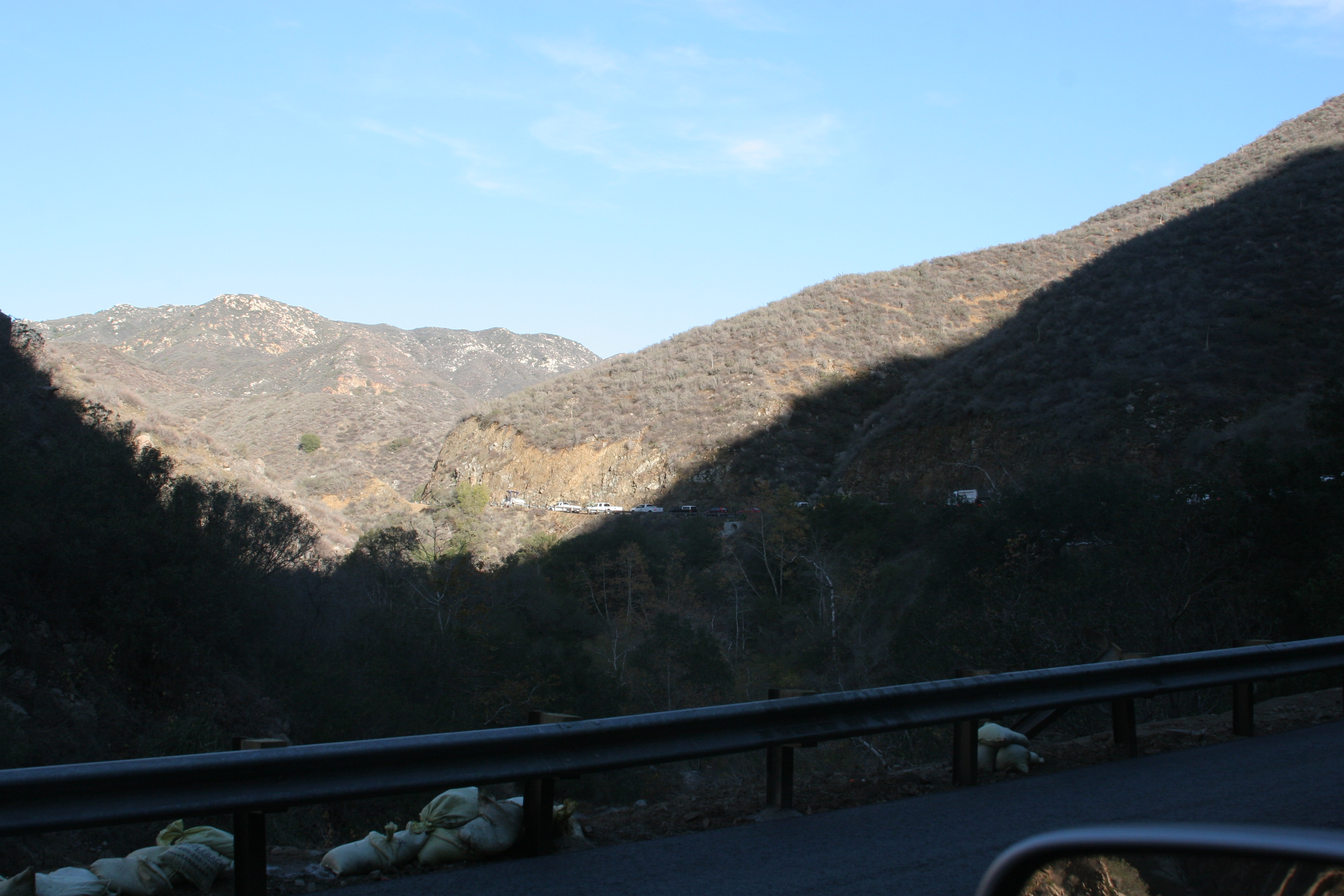
從奧爾特加高速公路遠眺聖胡安峽谷

聖胡安溪發源於聖安娜山脈的聖胡安峽谷的頭部內，而該處位於埃爾西諾湖的西南方。聖胡安溪分別由莫雷爾峽谷溪（Morrell Canyon Creek）及熊峽谷溪（Bear Canyon Creek）合流而成。莫雷爾峽谷溪先後流經埃爾西諾山脈西部及聖安娜山脈南部，並在海拔約520米的地方與熊谷溪匯合，從而形成聖胡安溪。之後，溪流流經陡峭且遍佈急流及瀑布的峽谷，包括長約4.6米（15英尺）的聖胡安瀑布及9.1米（30英尺）的奧爾特加瀑布。在流經這個長約3.2公里（2英里）的山谷後，溪流會與右方支流獅子峽谷溪（Lion Canyon Creek）合流。之後，溪流會穿越奧爾特加高速公路（74號加利福尼亞州州道的其中一段）的一段石拱橋。流經橋樑後，溪流會與發源自聖胡安溫泉的右方支流溫泉溪（Hot Springs Creek）合流，然後再在約610米（2,000英尺）外的河段與冷泉溪（Cold Springs Creek）匯合。及後，溪流又會在約1.6公里（1英里）外的河段與左方支流盧卡斯峽谷溪（Lucas Canyon Creek）合流。
在卡斯珀斯原野公園內，位於聖安娜山脈山腳下的聖胡安峽谷變得更為寬闊。流經峽谷底部的聖胡安溪的兩旁河岸被厚實的沖積層所覆蓋，時至今日該處仍然用於耕作和放牧用途。之後，溪流會往南方流動，並先後與右方支流貝爾峽谷溪（Bell Canyon Creek）及左方支流韋爾杜戈峽谷溪（Verdugo Canyon Creek）合流。溪流之後會改往西北方向流動，並先後與左方支流特蘭帕斯峽谷溪（Trampas Canyon Creek），以及右方支流卡納達·戈貝納多拉及卡納達·奇基塔（Cañada Chiquita）匯合。及後，溪流會再次改往南方流動，並在聖胡安峽谷下游約18.2公里（11.3英里）、貝爾峽谷下游約12.1公里（7.5英里）的位置流入聖胡安 - 卡皮斯特拉諾市內。
在穿過5號州際公路後，溪流會流進帶有混凝土堤壩及土質河床的梯形防洪河道內，並先後與埃爾霍諾克溪及阿羅約特拉布科匯合。最後，溪流會流經聖胡安 - 卡皮斯特拉諾及達納角之間的邊界，並直接流進多尼州立海灘北端的一個淡水潟湖內。該潟湖由沙舌形成，並阻擋河水流進太平洋，但在流量高的時候河水亦會越過沙堤並溢出至卡皮斯特拉諾灣。

## 流域

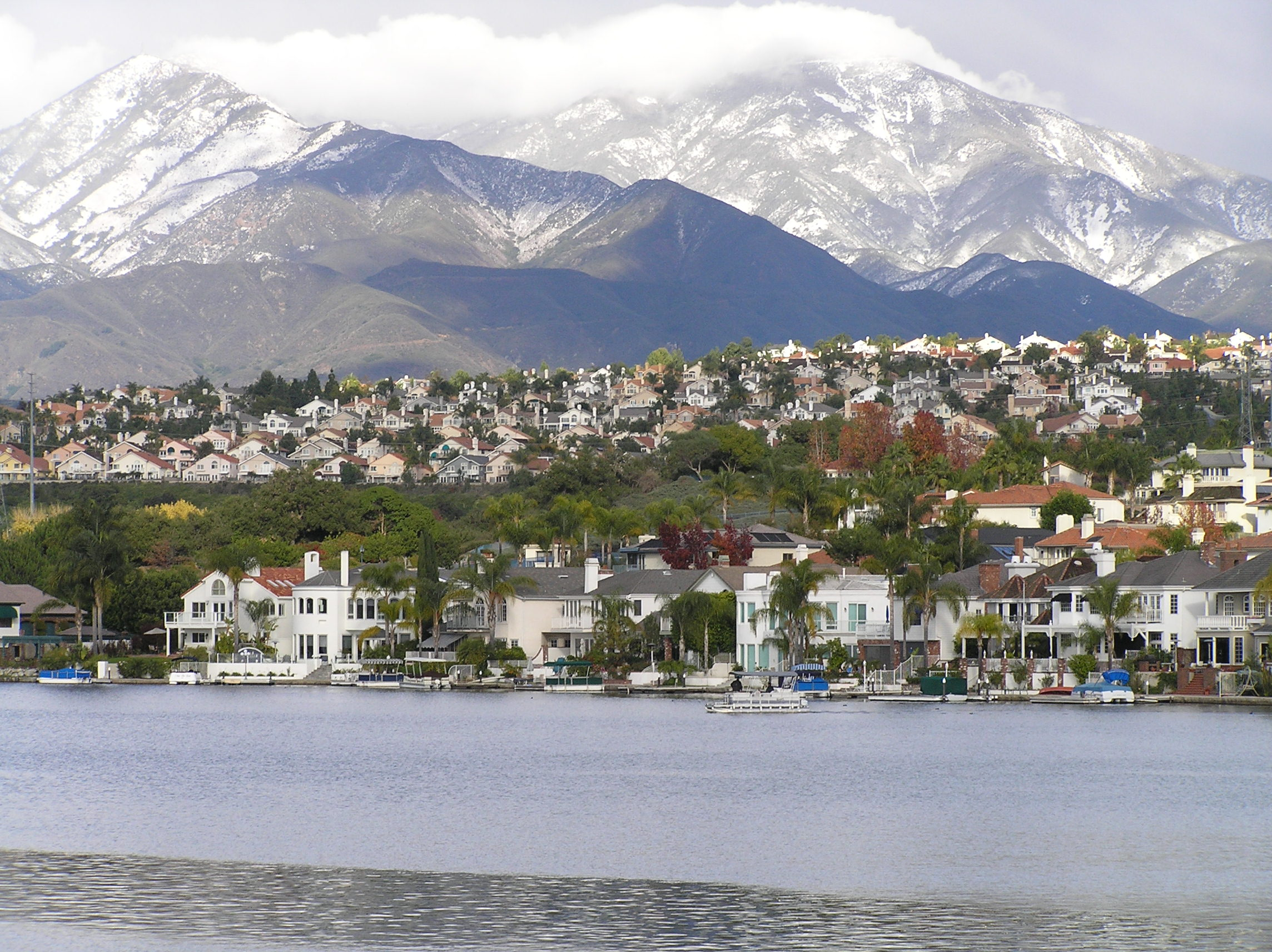
僅作休閒用的米申維耶霍湖

聖胡安溪流域橫跨橙縣南部及一部分河濱縣，共佔地347平方公里（133.9平方英里）。聖安娜山脈佔據了流域的北部、東部及南部大部分地區，而聖華金山則與流域的西南部接壤。除了聖胡安溪外，它的兩個主要支流阿羅約特拉布科及貝爾峽谷溪都同樣發源於聖安娜山脈。雖然流域內有超過一半的土地處於未經開發的狀態，但亦有為數不少的城市位處其中，包括達納角、拉古納希爾斯、米申維耶霍、蘭喬聖瑪格麗塔、聖克利門蒂、聖胡安 - 卡皮斯特拉諾，以及非建制地區的特拉布科峽谷等。
流域內有著四個主要的沖積河谷：聖胡安溪谷、阿羅約特拉布科溪谷、奧索溪谷及貝爾溪谷。聖胡安溪谷位於流域的南部，其中都市化程度較低的地區集中於溪谷的西南部（例如聖胡安 - 卡皮斯特拉諾及達納角等），而大部分農村地區則位於溪谷的東北部，並延伸到聖安娜山脈的山麓地區。阿羅約特拉布科溪谷在流域北部（蘭町聖瑪格麗塔郊區的一部分）形成了一個大面積的沖積平原，稱為「普萊諾特拉布科」（Plano Trabuco）。奧索溪谷較為狹窄，向南穿過米申維耶霍及拉古納希爾斯，而溪谷內大部分地區已城市化。相較其餘三個河谷，貝爾溪谷的都市化程度最低，它主要位於克利夫蘭國家森林、斯塔爾農場保護區及卡斯珀斯原野公園。另外，流域內還有著19條主要支流。
加利福尼亞州水利部轄下的聖胡安水文區（San Juan Hydrologic Unit）是一片橫跨橙縣、聖地牙哥縣及河濱縣的梯形區域，面積約為1,300平方公里（500平方英里）。區內包含了亞里索溪、鹽溪、聖馬刁溪等的沿海流域，而它們的海拔及氣候均相似。另外，區內的海拔範圍為0至1,700米（自海平面起至最高點聖地亞哥峰）。該區為地中海式氣候，夏季炎熱乾燥，冬季涼爽潮濕。區內的降雨主要發生於每年的10月至4月之間，平均降雨量為300至410毫米（12至16英寸），而山區的降雨量則更多。除了降雨外，聖胡安溪還從農業地區、城市及其他源頭獲得額外的地表徑流，這引致溪流的旱季流量出現反常現象，而這些徑流更會把垃圾、重金屬、油份、農藥和化肥等污染物輸送至溪流內。奧索溪是流域內最嚴重的污染源。根據《洛杉磯時報》的一篇報導，一名南加州的環保主義者為了取回意外掉落至上奧索溪水庫的舷外引擎，而前後花了三天時間潛進該水庫，後來他表示自己的皮膚因過敏而引起蕁麻疹及癤腫，膽囊也出現問題，並在兩年半內前後接受了六次手術。
另外，聖胡安溪流域的平均梯度為29%，除了會影響魚類及其他河流生物的遷移外，還把阿羅約特拉布科上游的水生環境與聖胡安溪流域的其餘部分分隔開來。

## 地理
聖胡安溪流域與複雜的斷層帶交錯，而流域內的溪流傾向沿著斷層痕跡形成峽谷。克里斯蒂安尼托斯斷層沿奧索溪往東南至西南方延伸，並在聖胡安溪河口以南11公里（7英里）處越過外海。米申維耶霍斷層與克里斯蒂安尼托斯斷層的走向平行著，但其終點則位於更南端的聖迭戈縣。該地區首次紀錄的地震發生於1812年，該次地震摧毀了僅在六年前建造的聖胡安·卡皮斯特拉諾傳教站，四十人在土坯教堂倒塌時遇難。其他較為重大的地震發生在1862年、1933年及1938年。
聖胡安溪流域內的土壤大部分為沉積岩，經風化侵蝕後逐漸崩解為碎屑，導致河流中下游的河漫灘有著大量的沉積物。根據1978年美國農業部所發表的土壤總體圖，聖胡安溪流域內的土壤類型大致可分成六類，從低至高依次排列分別是梅斯-聖埃米吉迪奧（Metz-San Emigdio）、索倫托·莫喬（Sorrento-Mocho）、邁福德（Myford）、阿羅-波桑科（Alo-Bosanko）、謝內巴-阿納海姆-索珀（Cieneba-Anaheim-Soper）及弗里安特-塞尼巴-艾斯卓克（Friant-Cieneba-Exchequer）。另外，流域內陡峭山丘在遇到暴雨或地震時容易崩塌。
在過去的120萬年內，聖華金山的抬升成為了流經聖安娜山脈的溪流的一道屏障，阻擋了溪流的流動。冰川時期的氣候變化使南加州的氣候變得更為濕潤。最近一次的變化發生在威斯康辛冰期（70,000至10,000年前），當時該地區屬於溫帶雨林，年降雨量超過2,000毫米（80英寸）。聖胡安溪的水流量增加，有助溪流保持其原有的河道，而不是轉往流向東方或西方。

## 水文與地下水

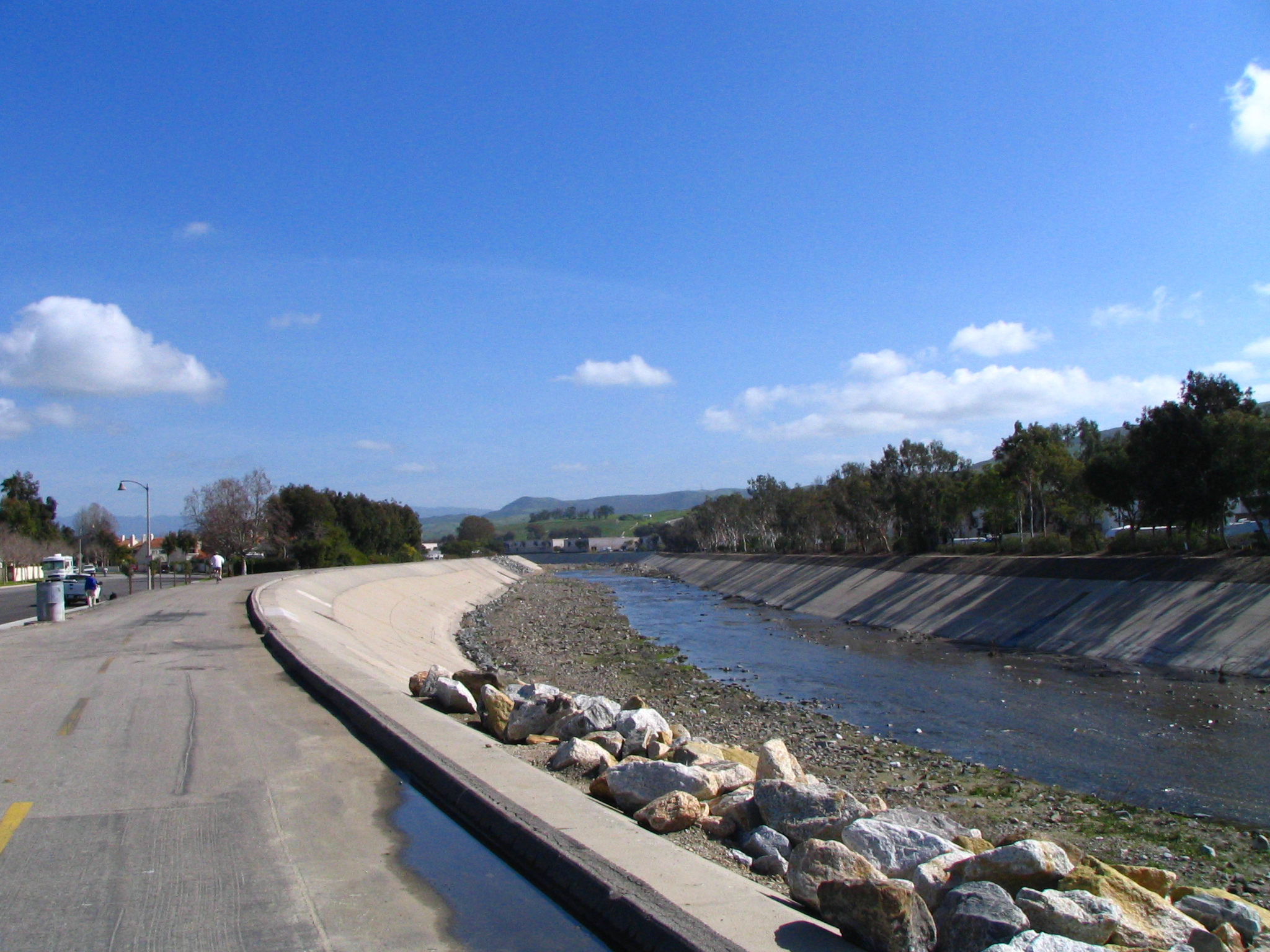
雨後的一段聖胡安溪

美國地質調查局分別在1928年至1969年及1969年至1985年這兩段時期內，測量了流經聖胡安 - 卡皮斯特拉諾的一段聖胡安溪的流量。由於城市徑流的增加，兩段時期的數據有著明顯差異。在1928年至1969年期間，該河段的平均流量為0.40立方米每秒（14.3立方英尺每秒），而在1969年2月25日該河段的最高流量為630立方米每秒（22,400立方英尺每秒）。另外，在1969年至1985年期間，該河段的平均流量為0.74立方米每秒（26.1立方英尺每秒），而在1978年3月4日所收集的數據顯示該河段的最高流量為420立方米每秒（14,700立方英尺每秒）。1985年以後，美國地質調查局停止測量該段溪流的流量，但繼續實時監測拉諾維亞街橋樑的水位。根據聖胡安 - 卡皮斯特拉諾的數據，自有紀錄以來最大洪水發生在2005年1月11日，估計最高流量達到953立方米每秒（33,650立方英尺每秒）。
根據1977年加利福尼亞州水資源控制委員會的說法，聖胡安溪的地下水盆地的總容量約為1.1×109立方米（900,000英畝·英尺），而地下水天然補給量為估計為每年200,000,000立方米（160,000英畝英尺）。由於下游流域出現大規模城市化，減少了地下水天然補給量，反而導致更多的水改為流向太平洋。然而，灌溉用水及其他人類活動所產生的徑流又為地下水盆地補充每年約46,300,000立方米（37,500英畝英尺）的水量。克里斯蒂安尼托斯斷層與米申維耶霍斷層把地下水盆地分為明顯不同的上下部分。大部分地下水位於沖積層內，主要集中在海拔61米（200英尺）的位置，而較高海拔的地區幾乎沒有地下水。此外，位於聖胡安 - 卡皮斯特拉諾河段的地下水被科研人員認定屬於優質地下水。
雖然聖胡安溪在一年大部分時間都能保持一定流量，但它其實是一條高度受季節影響的溪流，其流量在最為潮濕的1月至3月會較高，相反在其他月份流量則會逐漸減少。在降雨量較少的年份，溪流的下游部份甚至會乾涸。每年從聖胡安流域流進太平洋的自然（未受影響）地表徑流流量估計為每年6,400,000立方米（5,200英畝·英尺）。截至1993年，農業及城市徑流大幅度提高了流進太平洋的平均流量，達到9,600,000立方米（7,800英畝·英尺）。現時，每年的最高流量約為11,000,000立方米（9,000英畝·英尺）。雖然當地的地表水及地下水用量正在增加，但基於相對較高的自然補給率，當地的地下水水位並未因而出現明顯影響。
相較橙縣內的其他流域，聖胡安溪流域的都市化程度較低，因此被百年一遇洪水所淹沒的風險也大大低於同縣的其他地區。根據計算，百年一遇洪水只會影響位於聖胡安 - 卡皮斯特拉諾內、聖胡安溪下游約0.8公里（0.5英里）寬的區域，並僅影響阿羅約特拉布科約0.32公里（0.2英里）寬的區域，主要原因是其河床有著大量壕溝。然而，美國陸軍工兵部隊認為聖胡安 - 卡皮斯特拉諾區內的許多堤壩不足以應對百年一遇洪水，並預計該種洪水將會造成1.49億美元的財產損失。

## 生態

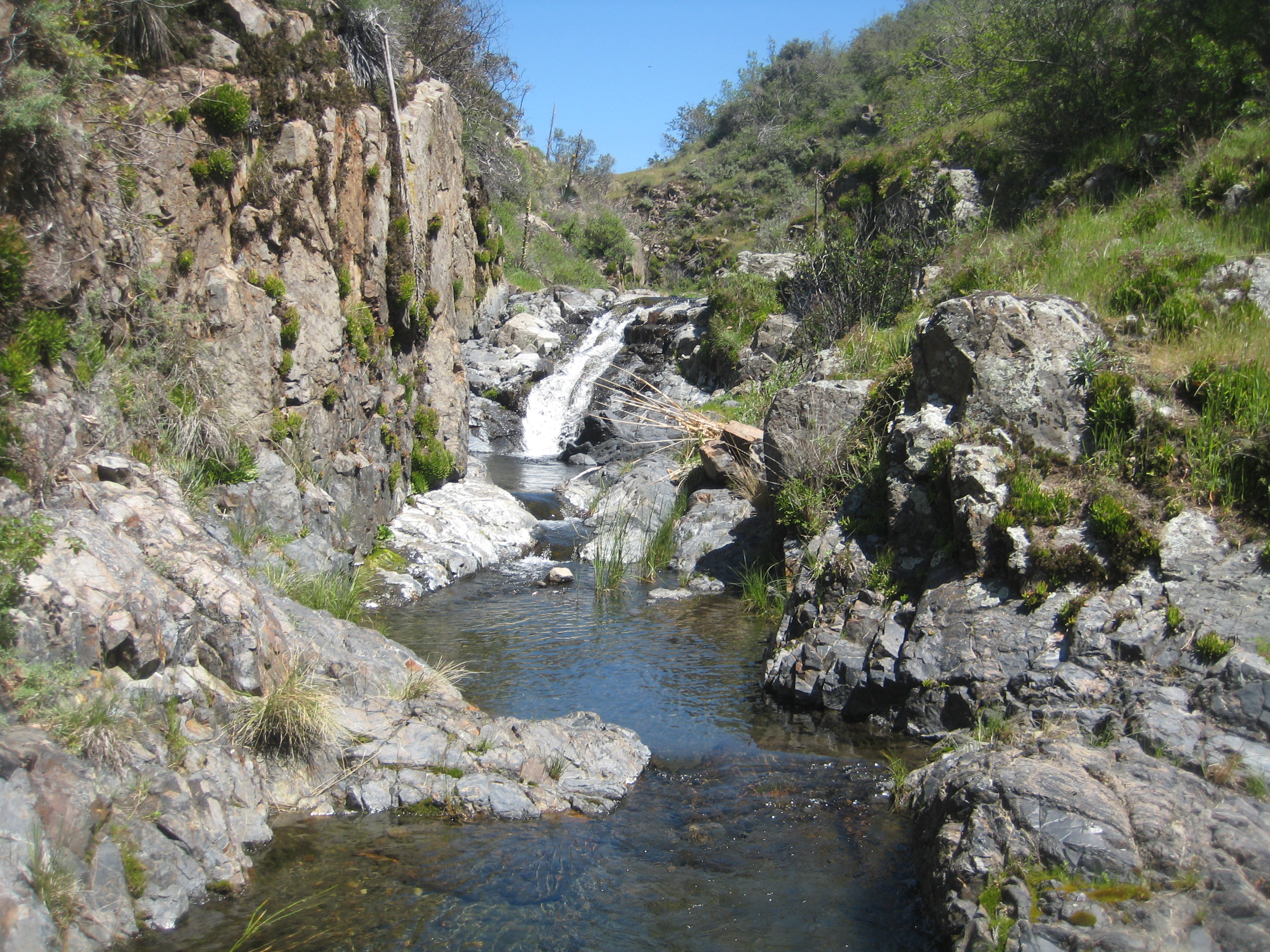
溫泉峽谷沿岸的高地濕地及棲地

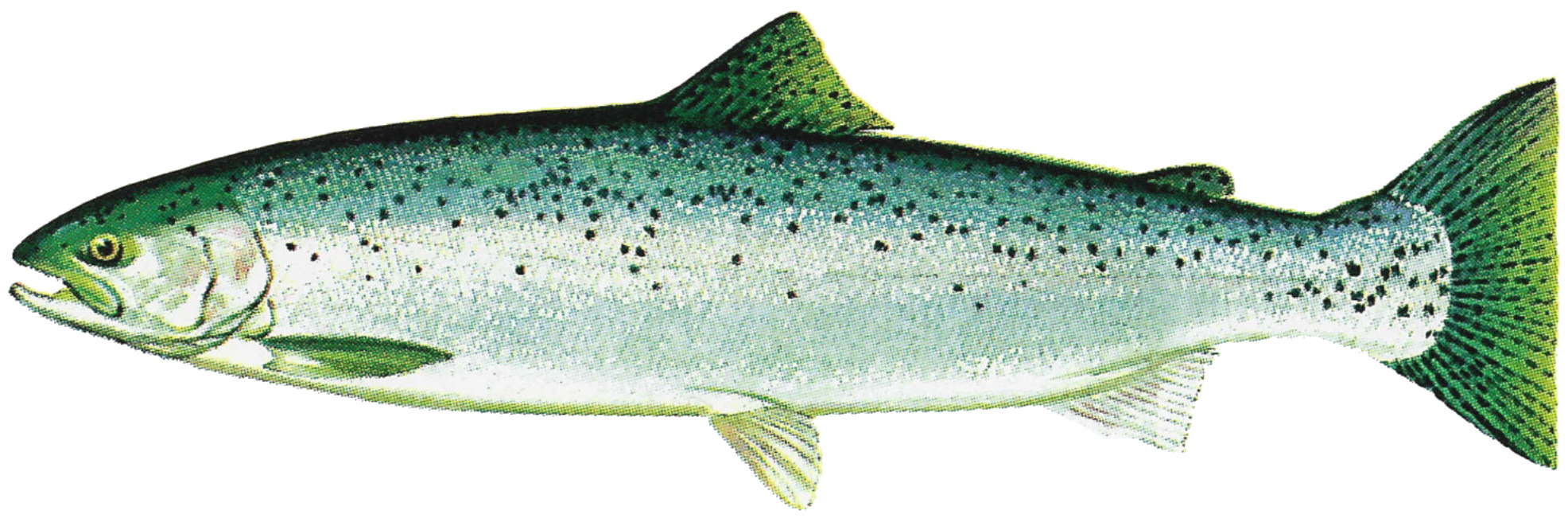
硬頭鱒最近開始重回聖胡安溪，但有不少人為的障礙物阻礙牠們洄游繁殖

聖胡安溪流域的上下部份本來皆有著豐富的河岸濕地及其他種類的棲息地，而在1950年都市化未實行之前，下游流域的濕地總面積更超過1.2平方公里（300英畝）。可惜的是，現時仍存在於流域內的濕地只剩下當初的0.3%。後來，當地政府提出溪流保育計劃，當中包括動植物棲息地的保育計劃。
聖胡安溪流域有16個重要的植被帶，包括河岸濕地、山地林地、濃密常綠闊葉灌叢及海岸鼠尾草灌木叢等。季節性或間接性河岸濕地在一年內至少有數個月的時間會出現在流域的不同位置，包括聖胡安溪、阿羅約特拉布科上游、卡納達·戈貝納多拉、貝爾峽谷溪及其他上游河溪，以及沿著奧索溪及埃爾霍諾克溪的零星區域。森林位於高海拔地區，且其位置靠近水道。在一些朝南的山坡以及部分海拔較高的山坡及平頂山上，則分別發現了海岸鼠尾草灌木叢及濃密常綠闊葉灌叢的蹤影。另外，在一些露岩及春池上亦長著許多稀有的植物群落。然而，許多外來物種亦被引入至聖胡安溪域內，其中包括蘆荻、蓖麻及煙葉植物，並沿溪流迅速擴散。雖然橙縣政府已採取措施並致力於清除流域內的蘆荻，但它仍然佔領了聖胡安溪其支流的大片沿河濕地。
聖胡安溪流域有著豐富多樣的植物群落，因此在歷史上該流域曾養活多達12種無脊椎動物、5種魚類、12種兩棲動物、35種爬行動物、143種鳥類以及42種哺乳動物。部份溪流及池沼孕育著聯邦政府列出的瀕危/受威脅物種，例如潮汐蝦虎魚、仙女蝦及加州紅腿蛙。聯邦列出的鳥類包括貝氏鶯雀、加州蚋鶯、加州姬燕鷗及西南柳鶲，而其他物種還包括太平洋小囊鼠及季諾格紋蛺蝶。隨著流域的城市化進程持續加快，大多數較為敏感的物種已經退回流域的山麓、山脈及農場牧場等地區。1987年，科研人員僅在流域內確認了5種鳥類的蹤跡，但針對魚類、底棲無脊椎動物及某些昆蟲的觀測則因為考察地點的覆蓋範圍不足而未有確切結果。
許多歷史記錄均指出聖胡安溪為硬頭鱒提供棲息地。然而，污染及外來物種（如藍鰓太陽魚及銀花鱸魚等的遊釣魚類）的競爭使溪流內的硬頭鱒絕種。另外，聖胡安溪的細菌水平一度超出州標準的93%。河溪渠道化導致位於沿聖胡安溪下游約4.3公里（2.7英里）的河道、以及大部分阿羅約特拉布科和奧索溪的河岸濕地消失，同時減少了硬頭鱒的棲息地。但在2003年，加利福尼亞州魚類與獵物部收到三宗與硬頭鱒相關的目擊報告，其出沒地點位於阿羅約特拉布科沿岸、一個鄰近5號州際公路的水潭。對此，魚類與獵物部遊說加利福尼亞州運輸部，表示希望在該處建造魚道，但運輸部其後指魚道可能會影響5號州際公路橋樑的結構穩定性及附近的天然氣管道，因此未有同意該計劃。後來，相關項目由非牟利組織加利福尼亞鱒魚（California Trout）及鱒魚無限（Trout Unlimited）牽頭，內容主要包括矯正阿羅約特拉布科下游的兩個相鄰屏障、為硬頭鱒提供兩條魚道以及改善當地的基礎設施等。魚道設計已獲加州漁業和野生動物局、加州野生動物保護局及野生動植物基金會撥款，項目預計於2025年完成。

## 歷史

### 原住民時期
在18世紀之前，聖胡安溪流域一直都是美國原住民部落阿賈凱姆人的領土，由北部的亞里索溪一直延伸至南部的聖馬刁溪，距離約56公里（35英里）。大多阿賈凱姆人居住於聖胡安溪及聖馬刁溪這兩條主要河溪沿岸，亦有少部分居於阿羅約特拉布科附近。該部落約有2,000名狩獵採集者，他們生活在靠近水源的半固定小村莊內。聖胡安溪幹流沿岸有著五個村莊，其中三個位處聖胡安溪及阿羅約特拉布科的交匯處之下，另外還有四個村莊位流域的其他部分（主要是阿羅約特拉布科及奧索溪沿岸）。阿賈凱姆人的糧食主要以水果、橡子、穀物及肉類為主，而他們只有少部分人從事農業。此外，部落附近存在著貝塚，表明阿賈凱姆人也會從海岸收穫貝類海鮮。這批原住民在流域內建造了永久建築物，或會對自然環境產生重大影響。

### 西班牙時期
歐洲國家針對上加利福尼亞省所作出的首次陸地探險發生於1769年，當時西班牙探險家嘉斯帕·德伯爾托拉率領探險隊往北途經該處，並於同年7月23日在聖胡安溪露營，而這次探險活動史稱「德伯爾托拉探險」。隨行的方濟各會傳教士胡安·克雷斯皮在他的日記寫道：「我們來到一個非常優美的綠色山谷，到處都是柳樹、榿木，常綠櫟木及一些我們未知的樹木。這裡有一個很大的旱谷，在我們越過它的的那一刻，新鮮的淡水隨即流入了谷內並作短距離流動，最後在一大片鬱金香中形成水池。」翌年1月20日，探險隊在返回聖地亞哥的旅程途中，再次於聖胡安溪的同樣位置露營。

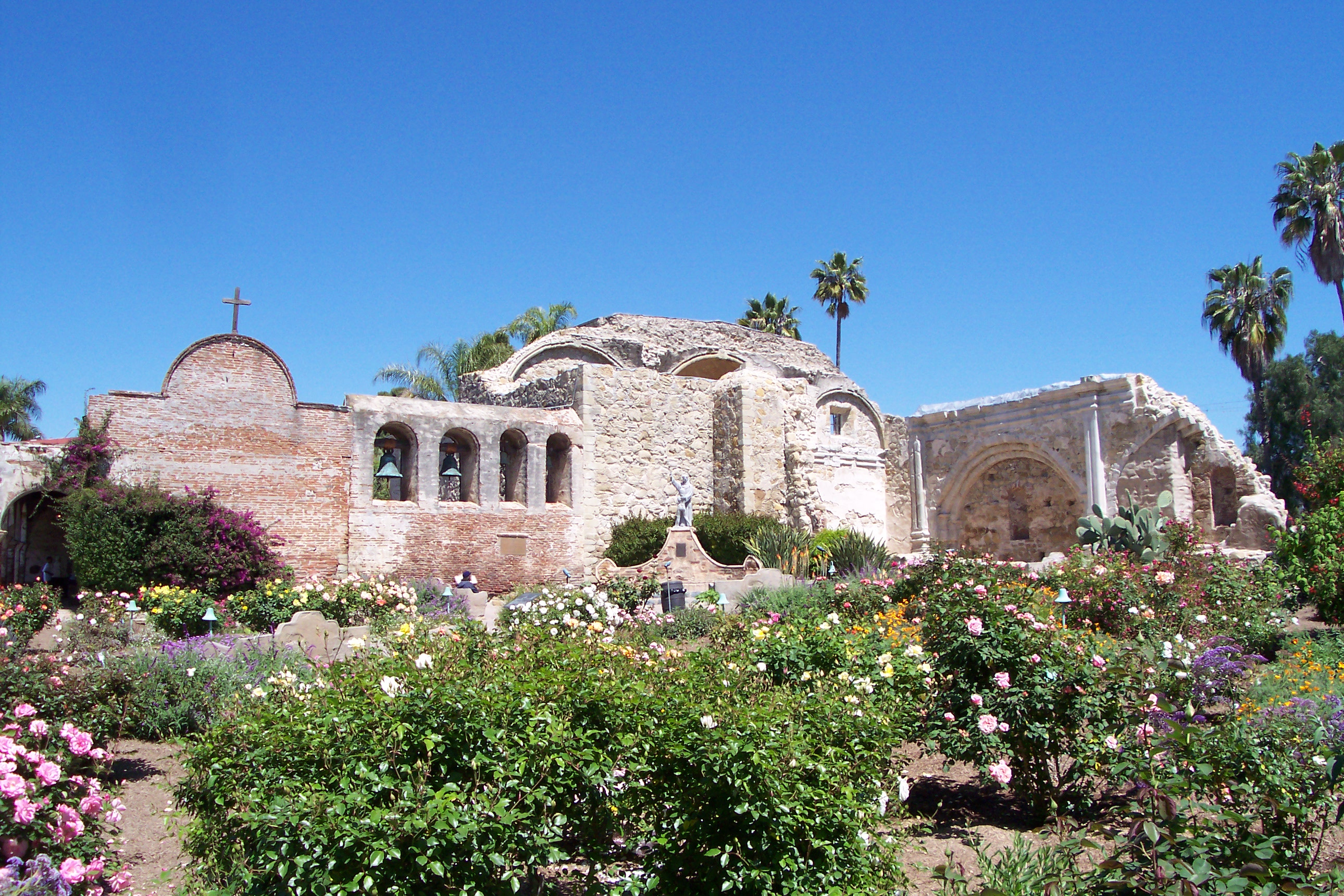
聖胡安·卡皮斯特拉諾傳教站

1776年，西班牙神父胡尼佩羅·塞拉在靠近溪流的位置（可能是與卡納達·戈貝納多拉的交匯處）建立了聖胡安·卡皮斯特拉諾傳教站，並以傳教站的名稱為溪流命名。傳教站的首個所在地後來因缺水而被遺棄，但有些歷史文獻指出該河溪是一條常流河。之後，傳教站被轉移至另一地點，即現今的聖胡安 - 卡皮斯特拉諾，而它至今仍然存在。透過傳教站的洗禮過程，傳教士們把阿賈凱姆人更名為胡安尼奧人（Juaneño）。西班牙人在聖胡安流域進行了首次有記錄的人為水文變化，其中包括開挖灌溉渠道、從溪流引水、改變河溪的流向以及把它們渠道化。另外，由歐洲人引進、用於放牧的食草動物（主要是牛隻，但後來因乾旱導致當地的養牛業減少，而轉為牧羊）消耗當地野生牧草，導致山坡裸露且更易遭受侵蝕。
阿羅約特拉布科的名稱源於1769年的德伯爾托拉探險隊，當時一名士兵丟失了一把雷筒（西班牙語：Trabuco），此後溪流便與該名稱相關聯。另外，奧索溪的語源則不可考。流域內許多河溪的名稱都帶有西班牙色彩，基於西班牙長時間佔領該地區，這些河溪很有可能是早於加利福尼亞州加入美國之前便已經由西班牙征服者命名。

### 城市發展至今
在發展城市之前，美國陸軍工兵部隊認為能夠恢復在西班牙時期因過度放牧所造成的植被破壞。然而，隨著位於聖胡安溪流域中部的5號州際公路建成，該地區搖身一變成為洛杉磯的睡城，同時亦導致許多剩餘的草地、草甸及河岸濕地被永久清除。城市化土地的比例從1964年的3%增加至1988年的18%，而在1990年代，流域內的土地約有32%被城市化。在城市化的過程中，流域內多地居民贊成把其現居地組建為城市，甚或有新的城市建立，包括聖胡安 - 卡皮斯特拉諾、米申維耶霍、達納角、尼古湖及拉古納希爾斯等。隨著聖胡安 - 卡皮斯特拉諾東部及蘭喬米申維耶霍地區的持續發展，預計到2050年，流域內約48%的土地將會被城市化。
1960年代後期，鄰近聖胡安溪河口的達納角港建成，並在1971年7月投入使用。設於港口附近的防波堤成功防止海灣發生俗稱「殺手達納」的大規模的衝浪中斷現象，但海灣內的水循環卻在該現象消失後明顯減弱。在此情況下，加上源自聖胡安溪的受污染徑流繼續流入海灣，使該水域的細菌含量激增。在多尼州立海灘，每年便有約850,000名遊客因海水細菌含量過高而面臨潛在的健康風險。

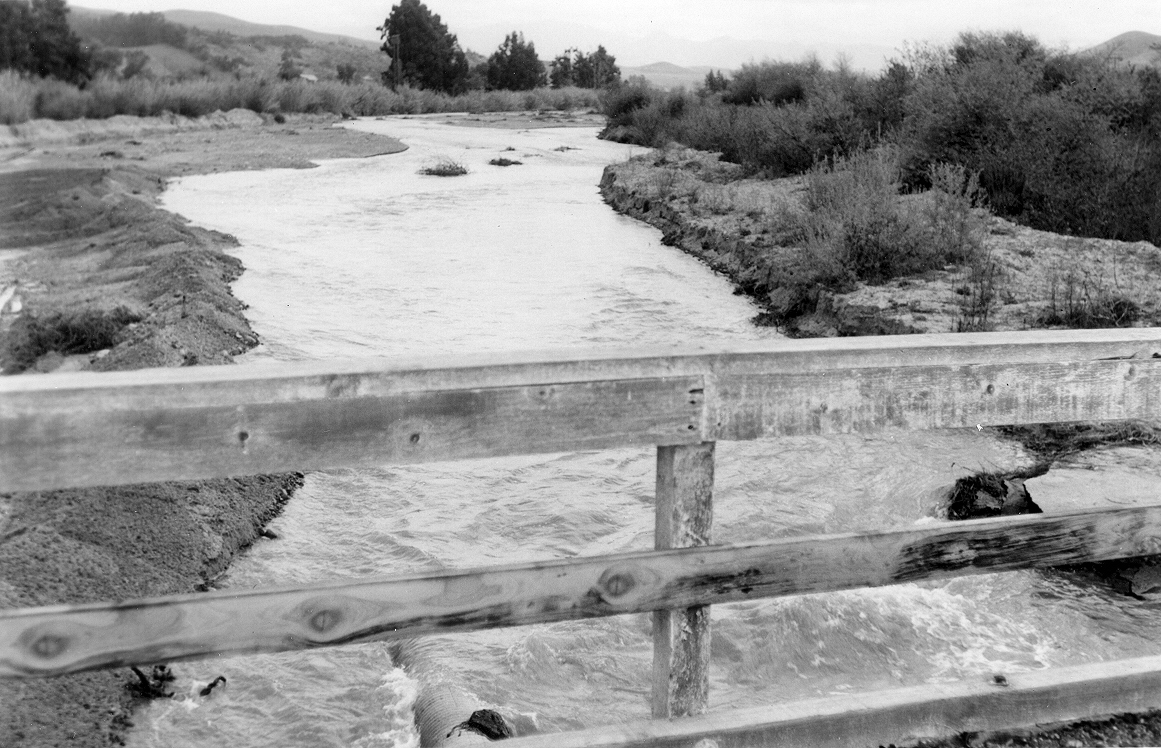
位於聖胡安溪的加納多橋，攝於1958年

聖胡安溪流域發生了多次洪水。其中在1969年，位於阿羅約特拉布科的卡米諾·卡皮斯特拉諾橋以及位於聖胡安溪的加納多橋先後被洪水摧毀，並需要以臨時通道取代。1990年代，其中一次洪水發生在聖胡安 - 卡皮斯特拉諾北部的阿羅約特拉布科，形成將近9.1米（30英尺）的瀑布傾瀉而下，並威脅附近一段鐵路橋樑的基礎，最終美國陸軍工兵部隊需要利用灌漿拋石快速加固橋樑基礎。另外在1996年，連場暴雨導致聖胡安溪流域出現嚴重的水災，同時造成聖胡安溪的泛濫，而洪水亦摧毀了聖胡安溪與阿羅約特拉布科交匯處的一段較長的混凝土河岸。及後陸軍工兵部隊把該次損壞歸因於河岸底部出現嚴重腐蝕，導致混凝土失去支撐並因而破碎。附近一個居民區本來受到洪水威脅，但洪水在堤壩倒塌之前便已消退，因此該區並未遭受嚴重的傷害。最終，陸軍工兵部隊利用灌漿拋石修復出現腐蝕的混凝土河岸。1998年，與聖胡安 - 卡皮斯特拉諾市政廳相鄰的兩段阿羅約特拉布科堤壩因侵蝕而出現結構問題，最終洪水破壞堤壩並淹沒市政廳區域，市政廳及鄰近區域的員工、商店業主及居民被逼撤離。
2005年初，流域被更嚴重的洪災所影響，在1月11日便已創下有史以來最高953立方米每秒（33,650立方英尺每秒）的流量。雖然洪水並未超過聖胡安溪可容納的1,670立方米每秒（58,800立方英尺每秒）最高流量，但位於聖胡安 - 卡皮斯特拉諾一段防洪河道的西面防洪堤幾乎失效。同年，當地政府在貝爾峽谷溪的兩條支流上增設水泵，以消除蘭喬聖瑪格麗塔東部450公頃（1,100英畝）居民區的城市徑流。水泵會把多餘的水抽走並轉移至儲水池內，經處理後這些再生水將會在日後作灌溉用途。而在2009年至2013年期間，陸軍工兵部隊對聖胡安溪下游進行大範圍的堤壩維修工程，同時關閉聖胡安溪單車徑約兩年以便施工，但此做法卻引來許多經常使用單車徑的居民抗議。
2018年8月6日，橙縣聖安娜山脈西側的聖吉姆峽谷（Holy Jim Canyon）發生山火，但經初步調查後確定其源於較少出現山火的特拉布科峽谷地區。由於現場高溫及地形崎嶇陡峭，加上山林一帶有大量非常乾燥的燃料，火勢迅速蔓延。直到同年9月13日，這場被稱為「聖火」的山火才得以完全控制，但已燒毀約93.18平方公里（23,025英畝）土地。美國國家森林局火燒跡地應急響應小組（Burned Area Emergency Response (BAER) Team）預計該區的河溪流量及侵蝕率的增長將會在數年都處於較高水平，同時考慮到火燒跡地的大小及範圍，敏感的土壤及植被可能需要更長的恢復時間，才可以能重新開放予居民作休閒活動。另外，小組評估火燒跡地可能會有較高機會出現洪水、泥石流、泥漿流、侵蝕及碎石，並會影響道路、步道、休閒區的安全性，以及阻礙長期的自然恢復，因此需要作出區域封閉、強化道路結構及增設障礙物等應急措施。
2019年初，一場強烈的冬季暴風雨橫掃洛杉磯及橙縣，導致這些地區出現洪水氾濫及泥石流，而在聖蓋博山更錄得多達130毫米（5英寸）的降雨量。事件導致一段位於橙縣防洪區內、約61米（200英尺）長的防洪牆倒塌，橙縣當局更一度向居於特拉布科峽谷一帶的居民發出疏散命令。
5號州際公路加利福尼亞州段（圣迭戈高速公路）、1號加利福尼亞州州道（太平洋海岸公路）、74號加利福尼亞州州道（奧爾特加高速公路）、南加州都會鐵路的橙縣線以及美鐵的太平洋衝浪者號列車等的主要公路及鐵路都會橫越聖胡安溪。

## 河流改造

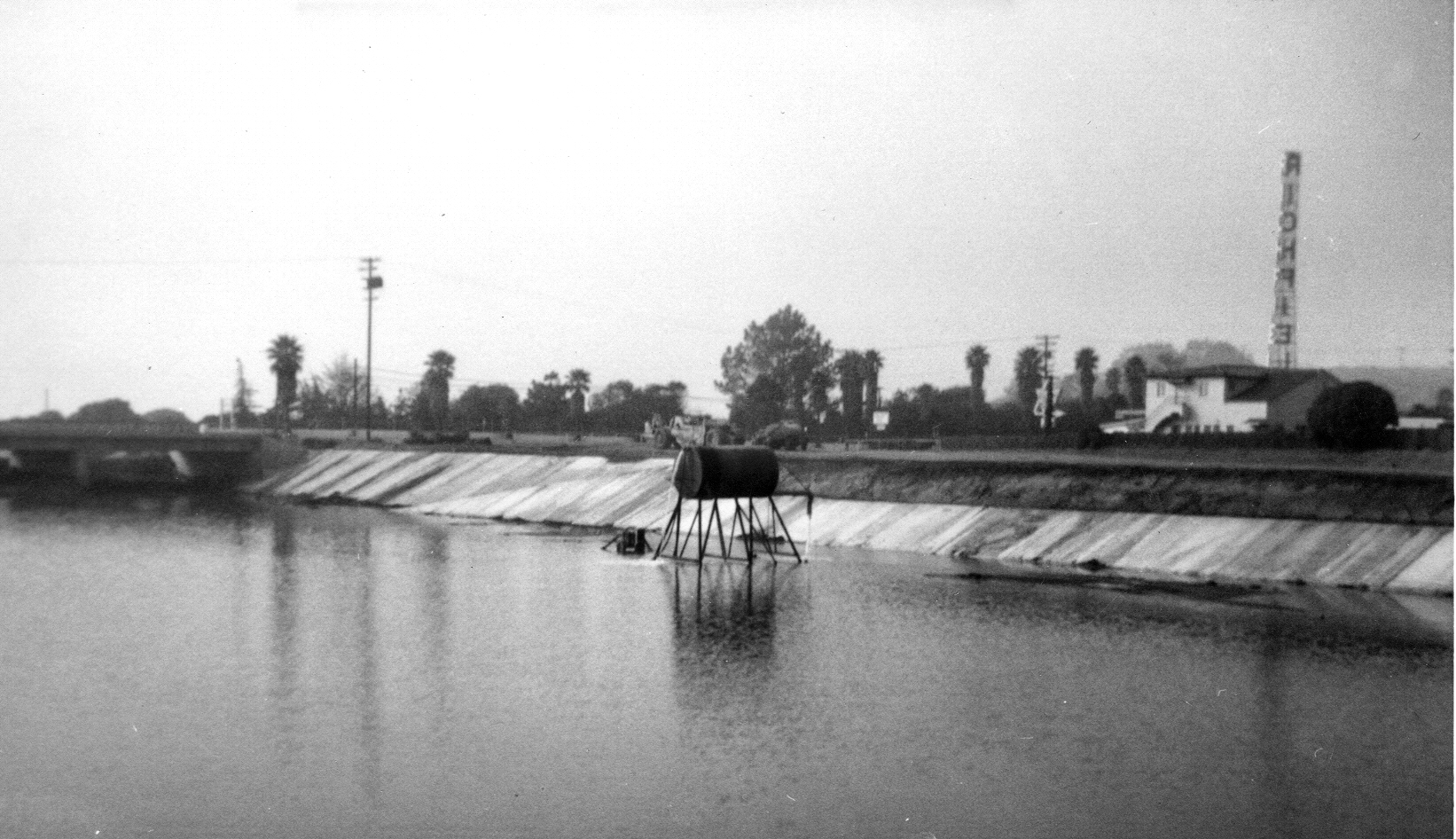
被鋪上混凝土的一段聖胡安溪河岸，攝於1963年的達納角

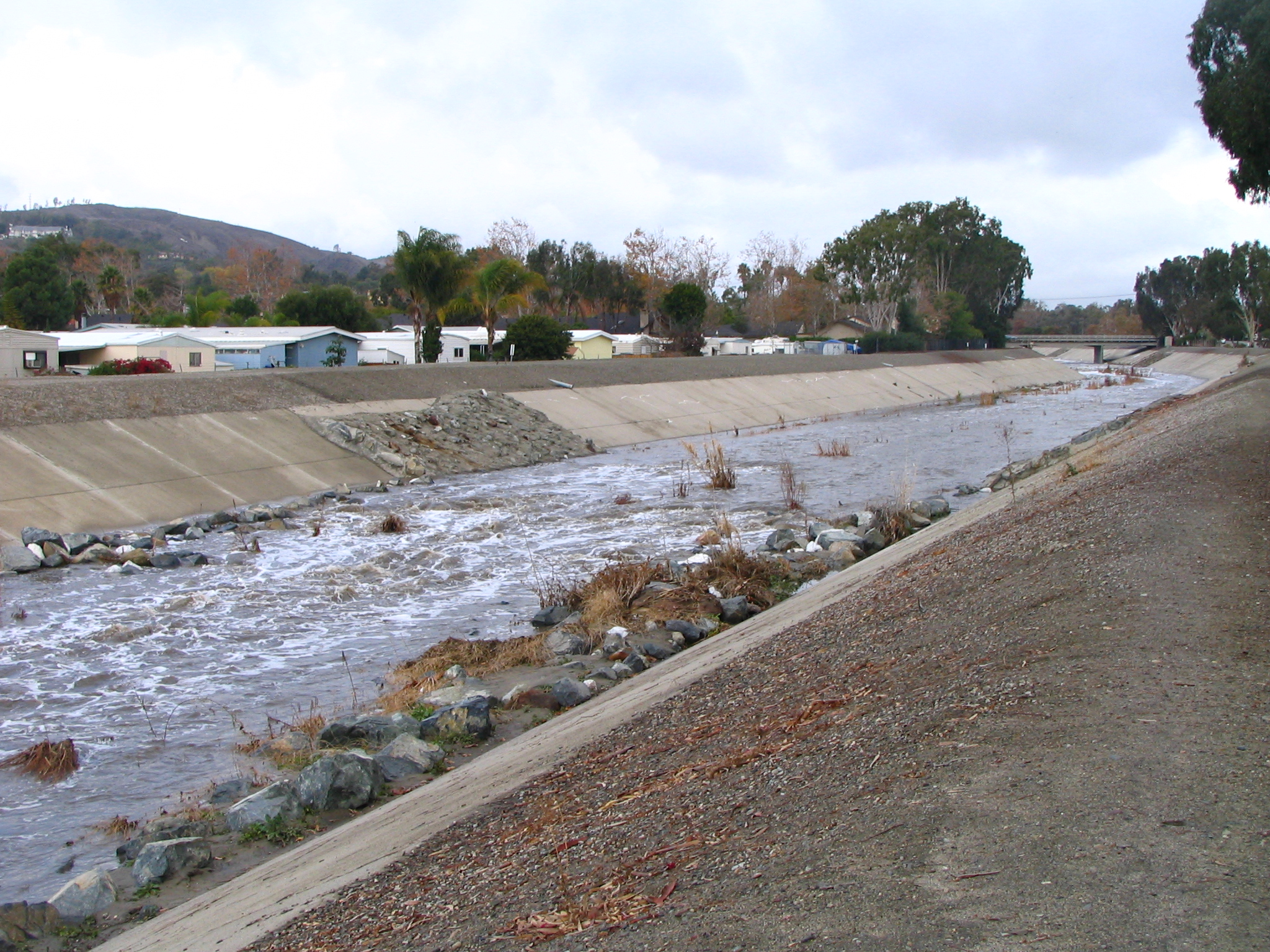
位於聖胡安溪及阿羅約特拉布科交匯處的跌水工法構造物

雖然聖胡安溪流域的發展不及其他同樣位於橙縣的沿海流域，但當地政府已在流域內進行一系列的改善工程，以解決水浸問題、減少水土流失及提供用作灌溉的再生水。歷史上，整個流域內只有聖胡安溪及阿羅約特拉布科在全年或大部分時間都能保持一定流量。但是，越來越多的城市徑流流進聖胡安溪及其支流，干擾了這些溪流在旱季時的流量。以奧索溪為例，它本是一條季節性溪流，但由於城市徑流導致其流量增加，如今它已成為永久性溪流。另外，徑流亦導致多尼州立海灘成為加利福尼亞州十大污染最嚴重的海灘之一。
位於奧索溪的上奧索水庫及米申維耶霍湖是流域內最大型的水庫，蓄水量合共約9,300,000立方米（7,500英畝·英尺）。上奧索水庫會把奧索溪的部分河水引流於灌溉，相反米申維耶霍湖僅為休閒而建造。偶爾，滅火飛機會在上奧索水庫取水來撲滅發生在克利夫蘭國家森林的山火。另外在2017年，自來水公司聖瑪格麗塔水管區的董事會批准了公司在聖胡安溪流域內的特蘭帕斯峽谷興建水庫的計劃，該水庫的容量約為6,200,000立方米（5,000英畝·英尺），主要用作收集及儲存再生水。
為了防洪和處理水浸問題，當地政府把聖胡安溪下游一段約長5.6公里（3.5英里）的河段（從5號州際公路加利福尼亞州段大橋至多尼州立海灘的一段）渠道化，而與聖胡安溪交匯的阿羅約特拉布科，其鄰近交匯處的一段河道同樣被渠道化。另外，奧索溪的整段河道幾乎被置換為人工河道。相反，貝爾峽谷溪及其餘東部支流則保留了其自然特徵。雖然1996年和2005年的洪水造成了嚴重破壞，但美國陸軍工兵部隊仍表示聖胡安溪及阿羅約特拉布科的堤壩在目前為止能提供高水平的保護。結果，橙縣流域及沿海資源部針對聖胡安溪流域內各種堤壩可能破壞的場景進行了廣泛研究。由於高水位事件頻繁發生，聖胡安溪的一部分堤岸遭到嚴重的侵蝕及破壞，其後橙縣政府展開溪流西岸堤壩的修復工作，並在2010年完成。為了應對暴風雨及可能出現的洪水問題，橙縣防洪區為聖胡安溪及阿羅約特拉布科制定了一個合共八階段的堤壩強化計劃，包括在現有混凝土襯板的後方通道鉸鏈處安裝鋼板樁牆，建造石砌防洪牆以增加出水高及進一步加固堤壩，以及防止堤壩失效等。雖然計劃到目前為止尚未能顯著增加河道的洪水容納量，但它確實能為河道提供額外保護，並在較少影響環境的情況下防止出現災難性潰壩。計劃的第六階段已在2018年竣工，而第四及第五階段則在2019年基本完成。此項計劃的第四至第六階段更於2019年榮獲美國土木工程師學會的年度最佳洪水管理項目。
聖胡安溪上中游部份都設置了不同類型的水壩。聖胡安溪上游、位於克利夫蘭國家森林內的部分小型支流設有能控制水流的節制壩，而溪流中游、靠近卡納達·戈貝納多拉的位置則設有較為大型的蛇籠壩。雖然水壩早已淤塞並不再作蓄水之用，但其約0.91至1.22米（3至4英尺）的高低差仍對硬頭鱒的洄游帶來問題。溪流上亦設有一些引水堰，以便把水引流於灌溉、牧場經營及有限的市政用途，但由於引水流量有限及污水問題，這些設施的功效有限。另外，部分聖胡安溪支流設有許多運用跌水工法建造的構造物，用以減低水流流速及對河床河岸的侵蝕。以奧索溪及阿羅約特拉布科為例，這兩條溪流分別設有7個及8個這類跌水工法構造物，且大多以亂石堆積而成。當中較為大型的構造物位於一條南加州都會鐵路橋樑的下游，以及一條穿越5號州際公路下方的暗渠的終點。而聖胡安溪本身並未設有這類構造物。